# NGC 6084
NGC 6084 é uma galáxia espiral (Sab) localizada na direcção da constelação de Hercules. Possui uma declinação de +17° 45' 29" e uma ascensão recta de 16 horas, 14 minutos e 16,6 segundos.
A galáxia NGC 6084 foi descoberta em 6 de Junho de 1886 por Lewis A. Swift.